# Міжнародний благодійний фонд «Ми з України!»
Міжнародний благодійний фонд «Ми з України!» — український фонд, що спеціалізується на забезпеченні військових засобами захисту, аналітики та тактики, а також на допомозі постраждалим під час війни.

## Діяльність
Фонд було створено після початку повномасштабного воєнного вторгнення РФ на територію України. Голова благодійного фонду — волонтер Євгеній Дудко.
Головною метою фонду є надання допомоги Силам оборони України та постраждалим від російської агресії.
Фонд бере на себе завдання забезпечення гуманітарної та матеріальної допомоги постраждалим внаслідок війни, а також підтримки проектів, спрямованих на відновлення інфраструктури та соціально-економічного розвитку у зруйнованих районах. Він також активно працює над міжнародним співробітництвом та залученням ресурсів для реалізації своїх цілей. Допомагає деокупованим містам.
Фонд передав понад 300 тонн гуманітарної допомоги вимушеним переселенцям та жертвам війни. Організував реабілітацію 600 дітей. Передав 55 автомобілів Силам оборони України. На постійній основі забезпечує потреби понад 30 військових частин. Також забезпечує потреби Служби безпеки України, Національної гвардії України, Державної прикордонної служби України.
Крім того, фонд зареєстрований, як суб'єкт здійснення міжнародних передач товарів військового призначення у Державній службі експортного контролю України, на період воєнного стану має право імпортувати усі види зброї для потреб правоохоронних органів, Збройних Сил та інших військових формувань.
Ініціативною групою міжнародного благодійного фонду «Ми з України!» у серпні 2022 року була зареєстрована політична партія «Ми з України!».
Голова партії — Дудко Євгеній Вікторович.
Створення політичної партії «Ми з України!» є логічним розвитком діяльності однойменного міжнародного благодійного фонду, що об'єднує волонтерів-однодумців, які допомагають Україні з першого дня війни.
«Мандаринки в окоп!» — проект фонду, який напередодні Нового 2023 року реалізований з Головою Миколаївської ОВА Віталієм Кімом.
Операція «Кози» — проект Дениса Христова разом з фондом «Ми з України!». На Донеччині евакуювали ціле стадо рогатих. Їхній господар — єдиний, хто лишився в прифронтовому селі, бо не міг покинути тварин.
Волонтер фонду Денис Христов: «Найважче, коли не вдається вмовити виїхати або вивезти дітей з небезпечних територій».
Фонд активно підтримує розвиток української музики, зокрема сприяв популяризації українського репера BigM та його пісні «Про світло».
Також фонд підтримує українське кіно, зокрема короткометражний фільм PARADOX, що заснований на реальних історіях українських студентів, які були змушені залишити батьківщину, коли почалася війна.
У червні 2023 року за підтримки БФ стартував концертно-спортивний тур «Ми з України!». Команда зірок ФК «Маестро» вирушає в турне з гравцем клубу, військовим Петром «Стоун» Волощенком, який вивіз хлочика Стасика з родиною з Бахмуту, 25-ма містами України. Метою благодійного концертно-спортивний тур є збір коштів на оздоровлення 550 дітей в таборі Артек-Буковель, які постраждали під час бойових дій.